# Лю Цзиньли
Лю Цзиньли́ (кит. упр. 刘金莉, пиньинь Liú Jīnlì; род. 16 марта 1989, Цицикар, Хэйлунцзян) — китайская кёрлингистка и тренер по кёрлингу.
В составе команды Китая участник зимних Олимпийских игр 2010 (бронзовые призёры) и 2018 (заняли пятое место) годов, семи чемпионатов мира (чемпион в 2009), семи Тихоокеанско-азиатских чемпионатов (пятикратный чемпион), чемпион зимней Универсиады 2009, чемпион зимних Азиатских игр 2017. В составе юниорской женской сборной Китая участник трёх Тихоокеанско-Азиатских чемпионатов среди юниоров (чемпион в 2010).
В «классическом» кёрлинге (команда из четырёх человек одного пола) играла в основном на позиции второго.

## Достижения
- Зимние Олимпийские игры: бронза (2010).
- Чемпионат мира по кёрлингу среди женщин: золото (2009), серебро (2008).
- Тихоокеанско-азиатский чемпионат по кёрлингу: золото (2007, 2008, 2009, 2011, 2012), серебро (2016), бронза (2015).
- Тихоокеанско-Азиатский чемпионат по кёрлингу среди юниоров: золото (2010), серебро (2008, 2009).
- Зимние Универсиады: золото (2009).
- Зимние Азиатские игры: золото (2017).

## Команды
| Сезон   | Четвёртый  | Третий         | Второй         | Первый     | Запасной                                         | Турниры                       |
| ------- | ---------- | -------------- | -------------- | ---------- | ------------------------------------------------ | ----------------------------- |
| 2007—08 | Ван Бинъюй | Юэ Циншуан     | Лю Инь         | Чжоу Янь   | Лю Цзиньли тренеры: Тань Вэйдун, Даниэль Рафаэль | ТАЧ 2007                      |
| 2007—08 | Сунь Юэ    | Li Xue         | Лю Цзиньли     | Лю Сыцзя   | Huang Sining тренер: Тань Вэйдун                 | ТАЧЮ 2008                     |
| 2007—08 | Ван Бинъюй | Лю Инь         | Юэ Циншуан     | Чжоу Янь   | Лю Цзиньли тренер: Тань Вэйдун                   | ЧМ 2008                       |
| 2008—09 | Лю Цзиньли | Chun Mei Zheng | Huang Sining   | Шэ Цютун   | Лю Сыцзя тренеры: Даниэль Рафаэль, Zhao Zhenzhen | ТАЧЮ 2009                     |
| 2008—09 | Ван Бинъюй | Лю Инь         | Юэ Циншуан     | Чжоу Янь   | Лю Цзиньли тренер: Даниэль Рафаэль               | ТАЧ 2008 · ЗУ 2009 · ЧМ 2009  |
| 2009—10 | Лю Цзиньли | Лю Сыцзя       | Chun Mei Zheng | Шэ Цютун   | Цзян Илунь                                       | ТАЧЮ 2010                     |
| 2009—10 | Лю Сыцзя   | Лю Цзиньли     | Zheng Chunmei  | Цзян Илунь | Шэ Цютун тренер: Zhu Yu                          | ЧМЮ 2010 (7 место)            |
| 2009—10 | Ван Бинъюй | Лю Инь         | Юэ Циншуан     | Чжоу Янь   | Лю Цзиньли тренеры: Тань Вэйдун, Даниэль Рафаэль | ТАЧ 2009 · ЗОИ 2010           |
| 2011—12 | Ван Бинъюй | Юэ Циншуан     | Сунь Юэ        | Чжоу Янь   | Лю Цзиньли тренер: Чжан Вэй                      | ТАЧ 2011                      |
| 2011—12 | Ван Бинъюй | Юэ Циншуан     | Лю Цзиньли     | Чжоу Янь   | Сунь Юэ тренеры: Чжан Вэй, Christine Hamblin     | ЧМ 2012 (11 место)            |
| 2012—13 | Ван Бинъюй | Лю Инь         | Юэ Циншуан     | Чжоу Янь   | Лю Цзиньли тренер: Тань Вэйдун                   | ТАЧ 2012 · ЧМ 2013 (9 место)  |
| 2013—14 | Лю Сыцзя   | Цзян Илунь     | Ван Жуй        | Лю Цзиньли | Шэ Цютун тренер: Тань Вэйдун                     | ЧМ 2014 (7 место)             |
| 2014—15 | Лю Сыцзя   | Цзян Илунь     | Лю Цзиньли     | Ван Жуй    | Юй Синьна тренер: Чжан Вэй                       | ЧМ 2015 (5 место)             |
| 2015—16 | Лю Сыцзя   | Лю Цзиньли     | Юй Синьна      | Ван Жуй    | Мэй Цзе тренер: Чжан Вэй                         | ТАЧ 2015                      |
| 2016—17 | Ван Бинъюй | Чжоу Янь       | Лю Цзиньли     | Ма Цзинъи  | Дун Цзыци                                        |                               |
| 2016—17 | Ван Бинъюй | Чжоу Янь       | Лю Цзиньли     | Ян Ин      | Мэй Цзе тренер: Чжан Вэй                         | ТАЧ 2016                      |
| 2016—17 | Ван Бинъюй | Ван Жуй        | Лю Цзиньли     | Чжоу Янь   | Ян Ин тренер: Тань Вэйдун                        | ЗАИ 2017 · ЧМ 2017 (11 место) |
| 2017—18 | Ван Бинъюй | Чжоу Янь       | Лю Цзиньли     | Ма Цзинъи  | Дун Цзыци                                        |                               |
| 2017—18 | Ван Бинъюй | Чжоу Янь       | Лю Цзиньли     | Ма Цзинъи  | Цзян Синьди тренер: Тань Вэйдун                  | ЗОИ 2018 (5 место)            |

(скипы выделены полужирным шрифтом)

## Результаты как тренера национальных сборных
| Год  | Турнир                                        | Сборная             | Место |
| ---- | --------------------------------------------- | ------------------- | ----- |
| 2024 | Чемпионат мира по кёрлингу среди юниоров 2024 | Китай (юниоры жен.) | 7     |